# Retentum
Retentum (latinsky drženo zpátky, příčestí od slovesa retinere) je v právních dějinách označení pro zmírnění výkonu trestu smrti, které mohlo být vloženo jako tajná klauzule do rozsudku.
V případě lámání kolem retentum určovalo počet úderů kolem nebo dlouhou železnou tyčí, po kterých mohl být odsouzenec tajně uškrcen katem. Jako zmírnění trestu se používala i jízda kolem přímo přes hlavu. Odsouzený byl okamžitě zabit úderem kola nebo tyčí do hlavy nebo hrudníku. Tím se delikventovi zkrátilo utrpení, které by zažil následným proplétáním končetin přes příčky kola. Popis tohoto procesu lze nalézt v denících pařížského kata Sansona.
Různé formy retenta byly při upálení na hranici, kdy byl odsouzenec tajně uškrcen, aby byl ušetřen agonie při dušení nebo upalování, nebo mu byl pod krk zavěšen pytlík se střelným prachem, který včas explodoval.
Již v římských dobách bylo považováno za laskavost po nějaké době zlomit ukřižovanému odsouzenci nohy nebo bérce, čímž se nemohl podpírat a zkrátila se tak jeho agonie. Toto jednání zachytil historik Flavius Iosephus a nachází se též v Novém zákoně.
| „                           | Přišli tedy vojáci a zlámali kosti prvnímu i druhému, kteří byli ukřižováni s ním. Když přišli k Ježíšovi a viděli, že je již mrtev, kosti mu nelámali. | “ |
| — Jan 19, 32-33 (Kral, ČEP) | |   |